# Przekładnia zębata

Animacja działania przekładni zębatej walcowej o zębach prostych

Schematy przekładni: a) walcowa, b) dwustopniowa walcowa i stożkowo-walcowa, c) stożkowa, d) walcowa z kołem o uzębieniu wewnętrznym

Przekładnia zębata – przekładnia mechaniczna, w której przeniesienie napędu odbywa się za pośrednictwem nawzajem zazębiających się kół zębatych.
Przekładnie rozróżnia się ze względu na:
Liczbę stopni:
- przekładnia jednostopniowa (przykład a) – w której współpracuje jedna para kół zębatych
- przekładnia wielostopniowa np. dwustopniowa, trzystopniowa itd. (przykład b) – w której szeregowo pracuje więcej par kół zębatych; przełożenie całkowite przekładni wielostopniowej jest iloczynem przełożeń poszczególnych stopni

Umiejscowienie zazębienia:
- zazębienie zewnętrzne (przykład c)
- zazębienie wewnętrzne (przykład d)

Rodzaj przenoszonego ruchu:
- przekładnia obrotowa – uczestniczą w niej dwa koła zębate
- przekładnia liniowa – koło zębate współpracuje z listwą zębatą tzw. zębatką. Ruch obrotowy zamieniany jest w posuwisty lub na odwrót

Wzajemne usytuowanie osi obrotu:
- osie równoległe przekładnia walcowa
- osie przecinające się przekładnia stożkowa
- osie wichrowate prostopadłe przekładnia hipoidalna[1], przekładnia ślimakowa i nieprostopadłe przekładnia hiperboloidalna

Przekładnie zębate są najpowszechniej stosowanymi przekładniami w budowie maszyn. Ich główne zalety to:
- łatwość wykonania
- stosunkowo małe gabaryty
- stosunkowo cicha praca, gdy są odpowiednio smarowane
- duża równomierność pracy
- wysoka sprawność dochodzącą do 98% (z wyjątkiem przekładni ślimakowej i falowej)
- możliwość przenoszenia dużych mocy.

Natomiast do wad przekładni zębatych należą:
- stosunkowo niskie przełożenie dla pojedynczego stopnia
- sztywna geometria
- brak naturalnego zabezpieczenia przed przeciążeniem
- hałaśliwe przy braku odpowiedniego smarowania
- konieczność obfitego smarowania
- wysoki koszt

Oddzielną grupą przekładni zębatych są przekładnie obiegowe, przekładnie falowe i przekładnie zębate o zmiennym przełożeniu.